# Tornasisak
A tornasisak tágabb értelemben minden olyan sisakfajta, melyet a lovagi tornákon használtak.
Ezek valódi heraldikai sisakok, mert sisakdísszel is el voltak látva.
Névváltozatok: vitézi, kiszélesített sisak (az 1619-es Gálffy címer leírásában, az ujtordai református egyház levéltárában), hadi sisak (Nagy Iván I. 4.)
de: Turnierhelm

Rövidítések:

Csak azok a sisakok tartoznak ide, melyeket kizárólag a lovagi tornákon használtak. A
tulajdonképpeni tornasisakok közé tartozik a csőrsisak, melyet a tornákon rúdfegyveres harcnál használtak, valamint a
pántos sisak és változata a rostélysisak, melyeket a lándzsatörésnél is viseltek.
A tornasüveg (de: Turnierhut, niederer Hut) lapos, általában hermelinkarimával ellátott kalap, a német heraldikában.
Gyakran tévesztették össze a választófejedelmi vagy a fejedelmi süveggel. Későbbi változatai a barett (de: Barett), a toque és a doktorsüveg.